# Extensões de cílios
As extensões de cílios são aplicações cosméticas que aumentam o comprimento, curvatura, plenitude e espessura dos cílios naturais. As extensões podem ser feitas de vários materiais, incluindo vison, seda, sintético, humano ou crina de cavalo. O principal método de aplicação das extensões é usar um adesivo de cianoacrilato para aplicar a(s) extensão(ões) no cílio natural a 1–2 mm da base do cílio natural, nunca fazendo contato com a pálpebra.

## História
Em 1879, James D. McCabe escreveu The National Encyclopædia of Business and Social Forms, onde, na seção "Leis de Etiqueta", ele afirmou que os cílios poderiam ser alongados cortando as pontas com uma tesoura. Outros livros de beleza, como My Lady's Dressing Room (1892) de Baronne Staffe[1] e Beauty's Aids or How to be Beautiful (1901) de Countess C também afirmam que o corte dos cílios junto com o uso da pomada Trikogene beneficia os cílios crescimento. A Condessa C também sugeriu que os cílios podem ganhar comprimento e força extras lavando-os todas as noites com uma mistura de água e folhas de nogueira.[2]
Em 1882, Henry Labouchère da Truth relatou que "os parisienses descobriram como fazer cílios postiços" com cabelos costurados nas pálpebras.[3] Um relatório semelhante apareceu na edição de 6 de julho de 1899 do The Dundee Courier, que descrevia o método doloroso para alongar os cílios. A manchete dizia: "Olhos irresistíveis podem ser obtidos com o transplante de cabelo". O artigo explicava como o procedimento conseguia cílios mais longos ao ter o cabelo da cabeça costurado nas pálpebras.[4]
Em 1902, o especialista em cabelo alemão e notável inventor Charles Nessler (também conhecido como Karl Nessler ou Charles Nestle) patenteou "Um método novo ou melhorado e meios para a fabricação de sobrancelhas artificiais, cílios e similares" no Reino Unido.[5] ] Em 1903, ele começou a vender cílios artificiais em seu salão de Londres na Great Castle Street.[6][7] Ele usou os lucros de suas vendas para financiar sua próxima invenção, a máquina de ondas permanentes.[8][9] Uma máquina de ondas permanentes era comumente chamada de permanente e envolve o uso de calor e/ou produtos químicos para quebrar e reformar as ligações cruzadas da estrutura do cabelo. Em 1911, uma mulher canadense chamada Anna Taylor patenteou cílios postiços nos Estados Unidos. Os cílios postiços de Taylor foram desenhados usando uma tira de tecido em forma de meia-lua. O tecido tinha pequenos pedaços de cabelo colocados neles.[10]
Outro notável inventor de extensões de cílios é Maksymilian Faktorowicz, um guru da beleza e empresário polonês, que fundou a empresa Max Factor.[11]
Em 1916, enquanto fazia seu filme Intolerância, o diretor D. W. Griffith queria que a atriz Seena Owen tivesse cílios "que roçassem suas bochechas, para fazer seus olhos brilharem mais do que a vida". Os cílios postiços feitos de cabelo humano foram tecidos especificamente peça por peça por um fabricante de perucas local. Os cílios foram aderidos com goma espirituosa, comumente usada para fixação de perucas. Um dia Owen apareceu para sentar com os olhos inchados quase fechados, sua co-estrela Lillian Gish, escreveu em suas memórias.[12]
Na década de 1930, os cílios postiços estavam se tornando mais aceitáveis para a mulher comum usar. Essa mudança na opinião cultural foi em grande parte devido à influência das atrizes de cinema que foram vistas usando-os na tela. Apresentado na Vogue, os cílios postiços se tornaram oficialmente populares e receberam o selo de aprovação da Vogue.
Na década de 1960, os cílios postiços se tornaram a peça central da maquiagem. Durante esta época, a maquiagem dos olhos que dava às mulheres grandes olhos de boneca era muito comum. Eles conseguiram esse visual aplicando cílios postiços nos cílios superiores e inferiores. Modelos como Twiggy ajudaram a popularizar essa tendência e costumam ser associados a ela.
Em 1968, no protesto feminista Miss America, os manifestantes jogaram simbolicamente uma série de produtos femininos em um "Freedom Trash Can". Estes incluíam cílios postiços,[13] que estavam entre os itens que os manifestantes chamavam de "instrumentos de tortura feminina"[14] e apetrechos do que eles percebiam ser feminilidade forçada.
Em 2008, a Aesthetic Korea Co., Ltd. começou a fabricar produtos como cílios semipermanentes, que se tornaram populares na Coréia.[15] Desde então, várias empresas semelhantes começaram a se instalar, o que teve um impacto considerável nos países vizinhos, incluindo China e Japão. No entanto, devido ao aumento anual dos custos trabalhistas da Coréia do Sul, muitos fabricantes se mudaram da Coréia do Sul para a China ou o Vietnã.
Em 2014, Katy Stoka, com sede em Miami, fundadora da One Two Cosmetics, inventou os cílios postiços magnéticos como uma alternativa aos que utilizam cola.[16] Hoje os cílios magnéticos estão se tornando cada vez mais comuns, com muitas marcas tradicionais como Ardell e To Glam, oferecendo opções mais acessíveis. No entanto, estes são cílios postiços e não extensões de cílios.

## Tipos e estilos
Cílios postiços e extensões de cílios semipermanentes aumentam o comprimento e o volume dos cílios, embora diferem de várias maneiras.
As pestanas clássicas são uma proporção de 1:1 de uma extensão aplicada a uma pestana natural. Cílios híbridos são cílios clássicos e cílios de leque de volume misturados. Cílios de volume são duas a seis extensões de cílios finas que fazem uma forma de leque para permitir uma aparência de cílios cheios e macios. Cílios mega volume são 10 ou mais extensões de cílios superfinas. Fãs pré-fabricados são extensões de cílios de volume prontas. Estão dispostos na tira autocolante para uma fácil recolha e aplicação rápida.
Os cílios híbridos envolvem extensões de cílios individuais clássicas e ventiladores de volume misturados para o máximo em cílios macios e texturizados. Também chamados de "conjunto misto", oferecem um visual mais espesso e denso do que os cílios clássicos, mas sem a uniformidade e suavidade de um conjunto de volume típico russo.

### Cílios postiços temporários
Os cílios postiços temporários são aplicados com cola temporária e não são projetados para serem usados ao tomar banho, dormir ou nadar. Os cílios vêm como indivíduos, grupos e, mais comumente, tiras de cílios. As pestanas magnéticas funcionam colocando a pestana falsa magnética entre as pestanas, intercalando assim as pestanas naturais com as pestanas magnéticas. Ao usar cílios magnéticos sempre tome cuidado, pois é um mecanismo totalmente diferente. Ao usar um método de cola, o usuário espalha a cola no cílios postiços, deixando-o assentar por 30 segundos e, em seguida, pressiona-o contra a raiz superior dos cílios até que a cola seque o suficiente.[17]

### Técnicas
Existem duas tecnologias básicas, bundle e ciliar. Com o método do feixe, são usados feixes prontos de cílios presos juntos, enquanto a construção ciliar é uma forma de construção de peças: um ou vários artificiais são colados em um cílio natural.[18]

## Processo
Nos Estados Unidos, os serviços de extensão de cílios podem variar de US$ 30 a US$ 500, dependendo de:
- O número e o tipo de cílios que estão sendo usados
- O nível de habilidade do esteticista ou esteticista
- O local onde as extensões são aplicadas

Como uma pessoa comum pode ter de cem a duzentos cílios por olho, pode levar de uma a três horas para anexar um novo conjunto completo. O número de cílios que se pode colocar varia de acordo com os cílios naturais existentes. Como os humanos perdem cílios naturais todos os dias, as extensões de cílios geralmente duram entre três e quatro semanas e, durante esse período, os cílios naturais começam a cair ou afinar. Manter um conjunto completo de cílios requer um reabastecimento a cada duas ou três semanas ou um conjunto parcial a cada quatro semanas. Se feito corretamente, não deve haver danos aos cílios naturais. É importante encontrar um profissional treinado para preservar o crescimento dos cílios e reduzir a chance de complicações oculares.

## Treinamento e certificação
Profissionais treinados em Lash Artistry têm vários títulos, incluindo "Lash Technicians", "Lash Artists" e "Lash Stylists". Existem diferentes empresas que oferecem treinamento e certificação para potenciais Técnicos de Extensão de Cílios.
Nos Estados Unidos, cada estado regula individualmente essa indústria. Alguns estados exigem uma licença de cosmetologia ou esteticista e alguns estados têm um certificado ou licença apenas para técnicos de pestanas.
No Reino Unido, o Guild of Professional Beauty Therapists credenciou cursos para a aplicação segura de extensões de cílios individuais semipermanentes. O valor do conteúdo do curso pode ser julgado pelo número de pontos de CPD (Desenvolvimento Profissional Continuado) que o curso recebe.